# Garrulax chinensis
El charlatán golinegro (Garrulax chinensis) es una especie de ave paseriforme de la familia Leiothrichidae propia del sureste de Asia. 

## Taxonomía
En la actualidad se reconocen cinco subespecies:
- G. c. lochmius – se extiende por el sur de China (sudoeste de Yunnan) hasta el sudeste de Birmania, norte de Tailandia y norte de Laos;
- G. c. chinensis – se encuentra desde el sur de China (sudeste de Yunnan, sur de Guangxi y sur de Guangdong) hasta el norte de Laos;
- G. c. propinquus – presente desde el sur de Birmania hasta el sudoeste de Tailandia;
- G. c. germaini – presente en el sur de Vietnam (provincias de Binh Thuan y Ninh Thuan);
- G. c. monachus – ocupa la isla de Hainan (sur de China).

Se ha propuesto que la subespecie de la isla de Hainan sea considerada una especie diferente, Garrulax monachus, basándose en un estudio que muestra una importante evidencia morfológica y genética.

## Distribución y hábitat
Se encuentra en China, Birmania, Laos, Camboya, Tailandia y Vietnam. La especie fue introducida en Hong Kong.
Su hábitat natural son los bosques húmedos subtropicales tanto montanos como de baja altitud.